# Angie Bainbridge
Angie Lee Bainbridge (Newcastle, 16 ottobre 1989) è una nuotatrice australiana.

## Palmarès
- Giochi olimpici

Pechino 2008: oro nella 4x200m sl.
Londra 2012: argento nella 4x200m sl.
- Mondiali

Shanghai 2011: argento nella 4x200m sl.
- Mondiali in vasca corta

Manchester 2008: argento nella 4x100m sl e nella 4x100m misti e bronzo nella 4x200m sl.
Istanbul 2012: argento nella 4x100m sl e nella 4x100m misti.